# Телескоп хоризонта догађаја
Телескоп хоризонта догађаја (енгл. Event Horizon Telescope – EHT) пројекат је којим је створена светска мрежа радио телескопа и комбиновани подаци из више станица дугобазичне интерферометрије са различитих места на Земљи. Циљ је посматрање непосредне околине супермасивних црних рупа, као на пример црне рупе Сагитариус А* у средишту галаксије Млечни пут. Такође, посматрана је и већа црна рупa у средишту супергигантске елиптичне галаксије Месје 87 помоћу угаоне резолуције приближне хоризонту догађаја посматране црне рупе.
Прва слика црне рупе унутар галаксије Месје 87 објављена је 10. априла 2019. године. Црној рупи је дато име Повехи, са значењем „украшени тамни извор бескрајног стварања” на хавајском језику.

## Технологија
Телескоп хоризонта догађаја састоји се од много опсерваторија са радио-телескопима на различитим местима у свету који заједнички стварају јединствени телескоп који поседује велику осетљивост и велику угаону резолуцију. Применом технике дугобазичне интерферометрије много независних радио антена које се налазе на међусобним удаљеностима од стотина или хиљада километара користи се заједнички да би се креирао јединствени виртуелни телескоп ефективног пречника једнаког пречнику Земље. Сваки од пријемника, постављен на различитом географском положају, поседује врло прецизан атомски часовник и добијена аналогна слика се претвара у дигиталну и снима заједно са прецизном информацијом о времену када је снимљена. Сигнали добијени на различитим местима се онда доносе на централно место (путем авионског преноса тврдог диска са подацима) на коме се заједнички обрађују.

## Научни резултати
Пројекат Телескопа хоризонта догађаја објавио је прве резултате током конференција за штампу одржаних истовремено на различитим местима у свету 10. априла 2019. године.
Слика супермасивне црне рупе у центру галаксије Месје 87 представља тест Општe теоријe релативности Алберта Ајнштајна при граничним условима. Раније објављени резултати тестирали су Oпшту теорију релативности проучавајући облаке гаса у близини границе црне рупе. Слика црне рупе, међутим, доводи посматрање чак ближе хоризонту догађаја. Општа теорија релативности предвиђа тамну област сличну сенци, изазвану гравитационим савијањем светлости, а то се слаже са добијеном сликом. Објављени научни рад наводи да су многе појаве уочене на снимљеној слици у изненађујуће доброј сагласности са начином на који разумемо теорију.